# Leichttraktor
El Leichttraktor (tractor ligero, en alemán), también llamado Vs.Kfz.31 (Versuchs Kampffahrzeug 31 - Vehículo de combate experimental), fue un tanque ligero experimental desarrollado entre los años 1929 y 1933.

## Historia
Al término de la Primera Guerra Mundial, Alemania fue limitada en cuanto al desarrollo de su industria militar por el Tratado de Versalles. Sin embargo, un programa secreto con el nombre de fachada "Traktor" estaba desarrollando vehículos blindados y cañones.
El motor del Leichttraktor iba montado en la parte delantera del casco y su torreta estaba montada sobre el compartimiento de combate en la parte posterior del tanque. Tanto como Rheinmetall como Krupp produjeron prototipos. En 1928, Rheinmetall recibió un pedido de 289 tanques; Sin embargo, la orden fue cancelada más tarde. Los tanques de Krupp tenía suspensión de resorte helicoidal, mientras que los de Rheinmetall tenían suspensión de ballestas.
Los alemanes realizaron las pruebas del VK-31 en la Unión Soviética, según el Tratado de Rapallo de 1922, bajo estricta seguridad y discreción. Las instalaciones utilizadas en las pruebas entre los años 1926 y 1933 llevaban el nombre de Panzerschule Kama, y estaban ubicadas cerca de la ciudad de Kazán en la Unión Soviética. La ubicación servía para llevar a cabo pruebas y entrenamiento de tripulaciones de blindados por parte del Reichswehr y el Ejército Rojo. Recibió el nombre en código "Kama" fruto de la unión de las palabras Kazán y Malbrandt porque el terreno de pruebas se encontraba cerca de Kazán y el Oberstleutnant Malbrandt fue designado para elegir el lugar de las pruebas.
Leichter Traktor ("tractor ligero") fue el nombre encubierto que recibieron los tres tipos de diseños de tanque ligero que se produjeron aquí. En los primeros años de la Segunda Guerra Mundial, fue utilizado como tanque de entrenamiento. Aunque estos vehículos no fueron empleados en combate, marcaron la pauta para construir tanques cuando previamente Alemania solo había producido y empleado un tanque (el A7V), dando origen al Panzer I.